# أحلم بك (ألبوم)
أحلم بك (بالإنجليزية: Dreaming of You) هو أول ألبوم باللغة الإنجليزية لنجمة الغناء اللاتيني سيلينا. وقد صدر في 18 يوليو 1995. لكن هذا الألبوم لم يكتمل عندما قتلت سيلينا بعد أشهر قليلة فقط من بدء العمل به وذلك برصاصة من رئيسة نادي معجباتها يولاندا سالفيدار. منذ سيلينا فقط سجلت خمس أغنيات، وأدرجت يضرب لها. هذا الألبوم صدر في أكثر من 39 بلدا مختلفا.

## الإنتاج
في عام 1993، تم التوقيع مع سيلينا لشركة تسجيلات إس بي كي (وهي شركة تابعة لتسجيلات أي إم آي). وبدأت تسجل في الاسطوانة الأولى "ربما أقع في الحب" ("I Could Fall in Love") في أواخر عام 1994، وقالت أنها انتهت من الاسطوانة في وقت لاحق. ثم بدأت بتسجيل دويتو مع ديفيد بيرن ودعا "غودز تشايلد (بايلا كونميغو)" (God's Child (Baila Conmigo". يعقبها : "بدأت أعتاد عليك" (I'm Getting Used To You) التي تم تسجيلها بعد أسابيع قليلة وكانت على الألبوم. وعائلة سيلينا وفرقتها "لوس دينوس" (Los Dinos) لم يكونوا مسؤولين أو مشرفين في هذا الإنتاج. وبالتالي فإن الشركة أعطت الحق لسيلينا لاختيار الأغنية. واختارت "أحلم بك". في صباح يوم 31 مارس كان من المقرر أن تظهر سيلينا في استوديو التسجيل. لسوء الحظ، قتلت قبل أن تنتهي من الألبوم.

## النجاح
حقق الألبوم نجاحا ووصل لقمة قائمة الألبومات في الولايات المتحدة وذلك لأسبوع واحد في 5 أغسطس 1995 بمبيعات تجاوزت 1.6 مليون نسخة.

## المسار القائمة
| #  | اسم                                                        | طول  | المنتجين                                        | الضيف المميز |
| -- | ---------------------------------------------------------- | ---- | ----------------------------------------------- | ------------ |
| 1  | "I Could Fall in Love" (ربما أقع في الحب)                  | 4:41 | Keith Thomas (كيث توماس)                        |              |
| 2  | "Captive Heart" (القلب الأسير)                             | 4:23 | Kit Hain (كيت هين)                              |              |
| 3  | "I'm Getting Used To You" (بدأت أعتاد عليك)                | 4:03 | Diane Warren (ديان وارين)                       |              |
| 4  | "God's Child (Baila Conmigo" (غودز تشايلد (بايلا كونميغو)) | 4:15 | Selena feat. David Byrne (سيلينا مع ديفيد بيرن) |              |
| 5  | "Dreaming of You" (أحلم بك)                                | 5:14 | Selena (سيلينا)                                 |              |
| 6  | "Missing My Baby" (أفتقد حبيبي)                            | 4:13 | A.B. Quintanilla III (أ. ب. كينتانيا الثالث)    |              |
| 7  | "Amor Prohibido" (الحب الممنوع)                            | 2:55 | A.B. Quintanilla III (أ. ب. كنتانيا الثالث)     |              |
| 8  | "Wherever You Are" (حيثما تكون)                            | 4:29 | K. C. Porter (ك. س. بورتر)                      |              |
| 9  | "Techno Cumbia" (تكنو كومبيا)                              | 4:44 | Pete Astudillo (بيت أستوديو)                    |              |
| 10 | "El Toro Relajo" (الثور المسترخي)                          | 2:20 | Felipe Bermejo (فيليبي بيرميخو)                 |              |
| 11 | "Como La Flor" (كومو لا فلور)                              | 3:04 | A.B. Quintanilla III (أ. ب. كنتانيا الثالث)     |              |
| 12 | "Tu, Solo Tu" (تو، سولو تو)                                | 3:12 | Felipe Valdés Leal (فيليبي فالديس ليال)         |              |
| 13 | "Bidi Bidi Bom Bom" (بيدى بيدى بوم بوم)                    | 3:12 | Selena, Pete Astudillo (سيلينا، بيت أستوديو)    |              |